# Cléber Bomfim de Jesus
Cléber Bomfim de Jesus, noto semplicemente come Cleber (Salvador, 22 ottobre 1996), è un calciatore brasiliano, attaccante del Avaí.

## Caratteristiche tecniche
È un centravanti. Fa della forza fisica e del movimento senza palla le sue armi migliori.

## Carriera
Ha trascorso i primi anni di carriera nelle serie inferiori del calcio brasiliano, principalmente nel Campionato Cearense. Nel 2020 è stato acquistato dal Ceará, con cui ha debuttato nel Brasileirão disputando l'incontro pereso 3-2 contro lo Sport Recife, match in cui ha trovato subito la via del gol.

## Palmarès

### Competizioni statali
- Campeonato Cearense Série B: 2

Barbalha: 2018
Caucaia: 2019
- Campionato Catarinense: 1

Avaí: 2025

### Competizioni regionali
- Copa do Nordeste: 1

Ceará: 2020